# Thaxterina
Thaxterina — рід грибів родини Tubeufiaceae. Назва вперше опублікована 1988 року.

## Класифікація
До роду Thaxterina відносять 1 вид:
- Thaxterina multispora